# Носители на Нобелова награда за мир
Това е списък на лауреати на Нобелова награда за мир
- Анри Дюнан и Фредерик Паси (1901)
- Ели Дюкомен и Шарл Албер Гоба (1902)
- Уилям Рандъл Кримър (1903)
- Институт по международно право (1904)
- Берта фон Зутнер (1905)
- Теодор Рузвелт (1906)
- Ернесто Теодоро Монета и Луи Рено (1907)
- Клас Понтус Арнолдсон и Фредрик Байер (1908)
- Огюст Бернарт и Пол д'Естурнел (1909)
- Международно бюро за мир (1910)
- Тобиас Асер и Алфред Херман Фрид (1911)
- Елиу Руут (1912)
- Анри Лафонтен (1913)
- Не е присъждана (1914 – 1916)
- Червеният кръст и червеният полумесец (1917)
- Не е присъждана (1918)
- Удроу Уилсън (1919)
- Леон Буржоа (1920)
- Карл Ялмар Брантинг и Кристиан Лоус Ланге (1921)
- Фритьоф Нансен (1922)
- Не е присъждана (1923 – 1924)
- Остин Чембърлейн и Чарлс Дос (1925)
- Аристид Бриан и Густав Щреземан (1926)
- Фердинан Бюисон и Лудвиг Квиде (1927)
- Не е присъждана (1928)
- Франк Билингс Келог (1929)
- Натан Сьодерблум (1930)
- Джейн Адамс и Никълъс Мъри Бътлър (1931)
- Не е присъждана (1932)
- Норман Ейнджъл (1933)
- Артър Хендерсън (1934)
- Карл фон Осиецки (1935)
- Карлос Сааведра Ламас (1936)
- Робърт Сесил (1937)
- Международна служба за бежанците „Нансен“ (1938)
- Не е присъждана (1939 – 1943)
- Червеният кръст и червеният полумесец (1944)
- Кордел Хъл (1945)
- Емили Грийн Болч и Джон Мот (1946)
- Квакерски страж на мира и обществото и Американски благотворителен комитет на приятелите (1947)
- Не е присъждана (1948)
- Джон Бойд Ор (1949)
- Ралф Бънч (1950)
- Леон Жуо (1951)
- Алберт Швайцер (1952)
- Джордж Маршал (1953)
- Върховен комисариат на ООН за бежанците (1954)
- Не е присъждана (1955 – 1956)
- Лестър Пиърсън (1957)
- Жорж Пир (1958)
- Филип Ноел-Бейкър (1959)
- Албърт Лутули (1960)
- Даг Хамаршелд (1961)
- Лайнъс Полинг (1962)
- Червеният кръст и червеният полумесец (1963)
- Мартин Лутър Кинг (1964)
- УНИЦЕФ (1965)
- Не е присъждана (1966 –1967)
- Рене Касен (1968)
- Международна организация на труда (1969)
- Норман Борлауг (1970)
- Вили Бранд (1971)
- Не е присъждана (1972)
- Хенри Кисинджър и Ле Дък Тхо (1973)
- Шон Макбрайд и Ейсаку Сато (1974)
- Андрей Сахаров (1975)
- Бети Уилямс и Марийд Кориган (1976)
- Амнести интернешънъл (1977)
- Ануар Садат и Менахем Бегин (1978)
- Майка Тереза (1979)
- Адолфо Перес Ескивел (1980)
- Върховен комисариат на ООН за бежанците (1981)
- Алва Мюрдал и Алфонсо Гарсия Роблес (1982)
- Лех Валенса (1983)
- Дезмънд Туту (1984)
- Лекарите в света за предотвратяване на ядрената война (1985)
- Ели Визел (1986)
- Оскар Ариас Санчес (1987)
- Международни сили на ООН за поддържане на мира (1988)
- Далай Лама (1989)
- Михаил Горбачов (1990)
- Аун Сан Су Чи (1991)
- Ригоберта Менчу (1992)
- Нелсън Мандела и Фредерик де Клерк (1993)
- Ясер Арафат, Шимон Перес и Ицхак Рабин (1994)
- Пъгуошки конференции за наука и световни проблеми и Юзеф Ротблат (1995)
- Карлош Фелипе Шименеш Бело и Жозе Рамош Орта (1996)
- Международна кампания за забрана на противопехотните мини и Джоди Уилямс (1997)
- Джон Хюм и Дейвид Тримбъл (1998)
- Лекари без граници (1999)
- Ким Те Чжун (2000)
- Организация на обединените нации и Кофи Анан (2001)
- Джими Картър (2002)
- Ширин Ебади (2003)
- Вангари Маатаи (2004)
- Международна агенция за атомна енергия и Мохамед ел Барадей (2005)
- Мухамад Юнус и Грамин Банк 2006)
- Ал Гор (2007)
- Марти Ахтисаари (2008)
- Барак Обама (2009)
- Лиу Сяобо (2010)